# Frotheim
Frotheim ist ein Stadtteil von Espelkamp im Kreis Minden-Lübbecke, Regierungsbezirk Detmold (Ostwestfalen-Lippe), in Nordrhein-Westfalen.
Frotheim ist ein mittelgroßes Dorf mit etwa 2600 Einwohnern.

## Lage
Das Dorf liegt in einer ländlichen und ruhigen Umgebung. Im Nordwesten liegt die Kleinstadt Espelkamp, zu der Frotheim verwaltungsrechtlich gehört. Südlich liegt Lübbecke, östlich Minden, die beiden Kreisstädte (sogenannter Mühlenkreis Minden-Lübbecke), zu denen Frotheim gehört. Ortsvorsteher ist Jens Heiderich (CDU).

## Geschichte
Frotheim gehörte bis zur Franzosenzeit zur Vogtei Gehlenbeck im Amt Reineberg des Fürstentums Minden. Von 1807 bis 1810 gehörte der Ort zum Kanton Hille des napoleonischen Satellitenstaats Königreich Westphalen. Von 1811 bis 1813 gehörte Frotheim unmittelbar zu Frankreich und dort zur Mairie Gehlenbeck im Arrondissement Minden des Departements der Oberen Ems. 1816 kam Frotheim zum neuen Kreis Rahden, aus dem 1832 der Kreis Lübbecke wurde. Im Kreis Lübbecke bildete Frotheim eine Gemeinde des Amtes Gehlenbeck. Am 1. Januar 1973 wurde Frotheim nach Espelkamp eingemeindet. Ein Gebietsteil mit zehn Einwohnern wurde nach Lübbecke umgegliedert.

### Gebietsänderung 1973
Der heutige Stadtteil Frotheim entspricht im Wesentlichen dem Gebiet der ehemaligen, bis zur Gebietsreform 1973 selbständigen Gemeinde Frotheim.
Im Norden „verlor“ Frotheim alle Flächen nördlich der Schweriner Straße, rund 6,1 Hektar, überwiegend landwirtschaftliche und unbewohnte Flächen,  an Schmalge (1,6 Hektar) und Espelkamp Zentrum (4,5 Hektar). Im Westen wechselte eine Wiese von 0,7 Hektar Fläche, westlich eines Wassergrabens, nach Fabbenstedt, das nun genau dort seinen östlichsten Gebietspunkt aufweist. Die größten Gebietsverluste musste Frotheim im Süden hinnehmenː alle Bereiche südlich des Mittellandkanals, rund 13,5 Hektar, gingen an die neue Stadt Lübbecke. Es handelte sich im Wesentlichen hier um Frotheims Anteile am Großen Torfmoor.
Im Westen, im Bereich des Frotheimer Weges unmittelbar an der Grenze zu Espelkamp Zentrum, entstand zwischenzeitlich eine rund vier Hektar große Siedlung, die zwar auf Frotheimer Gebiet liegt, aber faktisch mit der zentralstädtischen Bebauung verwachsen ist und auch als ein Teil derselben wahrgenommen wird.

## Wirtschaft
In Frotheim gibt es diverse klein- und mittelständische Unternehmen. Am Rande Frotheims liegt ein Campingplatz.

## Sonstiges

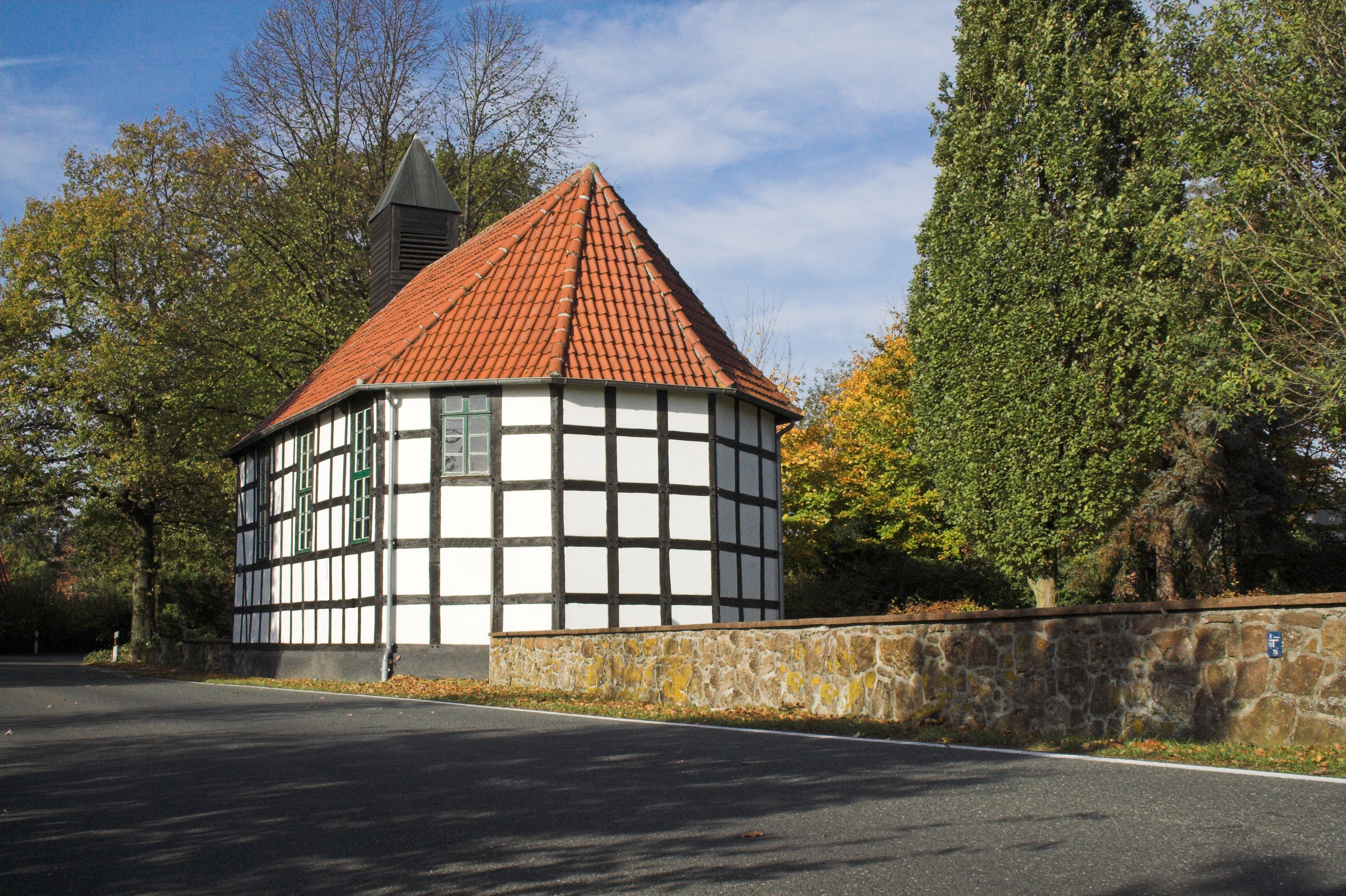
Ansicht der Alten Klus von Osten

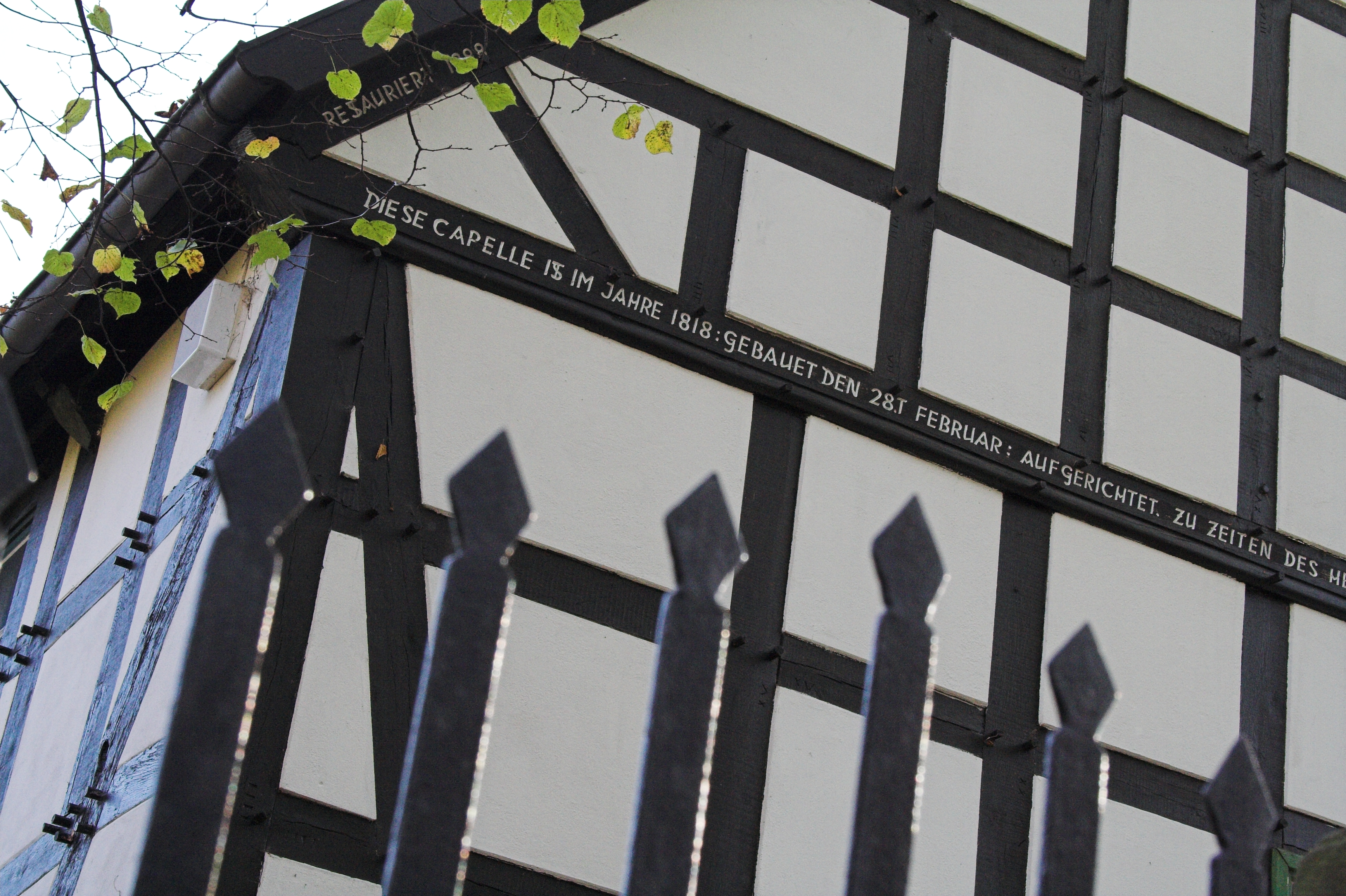
Im Giebel sind die geschichtlichen Daten festgehalten.

Frotheims Wälder eignen sich gut für Fahrradtouren. Der Osterwald im Norden sowie das nordwestliche Waldgebiet im Ortsteil Diekerort (nahe Espelkamp) auf dem „Hexenhügel“ sind beliebte Ausflugsziele.
Im Ort findet man die Alte Klus, eine Fachwerkkapelle, die 1818 erbaut wurde. 1987 wurde die Renovierung mit der Erneuerung des Westgiebels abgeschlossen, heute wird sie für Trauungen und Gottesdienste genutzt. Seit 2008 findet jährlich das Frotheim Open Air statt, ein Musikfestival der härteren oder alternativen Rockmusik.
Des Weiteren findet Ende August alljährlich der Dresch- und Backtag, der der Brauchtumspflege dient, auf dem Hof Stockmann statt. Das Fest für Jung und Alt beinhaltet Dreschvorführungen nach alter Tradition, eine Gewerbeschau, einen Kinderflohmarkt, eine Alttraktorenausstellung und vieles mehr.
Der Mittellandkanal liegt direkt am südlichen Ortsrand Frotheims. Dort findet man auch das Frotheimer Moor, welches früher zum Abbau von Torf genutzt wurde; heute ist dort ein Wander- und Lehrpfad angelegt.
Der größte Verein im Ort ist der VfL Frotheim.

## Mundart
Das in Frotheim gesprochene Plattdütsch unterscheidet sich von dem der umliegenden Dörfer. Beispiele:
| Hochdeutsch   | Frotheim      | Rahden    | Hille | Alswede |
| ------------- | ------------- | --------- | ----- | ------- |
| Der Igel      | Däi Tiuniagel | ...       | ...   | ...     |
| Fuchs         | Foss          | ...       | ...   | ...     |
| Blaubeeren    | Büwicken      | ...       | ...   | ...     |
| Erdbeeren     | Alwicken      | Erdbieren | ...   | ...     |
| Flieder       | Zeräen        | ...       | ...   | ...     |
| Schaf         | Schäap        | Schop     | ...   | ...     |
| Kirschen      | Kisken        | Kiersken  | ...   | ...     |
| blühen        | bleuet        | blaiet    | ...   | ...     |
| Ziegen        | Ziëgen        | ...       | ...   | ...     |
| Sau           | Suegen        | Sogen     | ...   | ...     |
| Kuh           | Keou          | Kau       | ...   | ...     |
| Huhn          | Houn          | Haun      | ...   | ...     |
| hoch          | houch         | ...       | ...   | ...     |
| Menschen      | Minsken       | ...       | ...   | ...     |
| Frotheim      | Fräapm        | Froupen   | ...   | ...     |
| durcheinander | dürnaner      | ...       | ...   | ...     |